# Haplochromis boops
Haplochromis boops foi uma espécie de peixe da família Cichlidae.
Era endémica do Quénia, Tanzânia e Uganda.